# Archaeornithomimus
Archaeornithomimus là một chi khủng long, được D. A. Russell mô tả khoa học năm 1972.